# 1536
Відродження •  Реформація •  Доба великих географічних відкриттів •  Ганза

## Геополітична ситуація
Османську державу очолює Сулейман I Пишний (до 1566). Імператором Священної Римської імперії є Карл V Габсбург (до 1555). У Франції королює Франциск I (до 1547).
Середню частину Апеннінського півострова займає Папська область. Неаполітанське королівство на півдні захопила Іспанія. Венеційська республіка залишається незалежною, Флорентійське герцогство, Генуя та герцогство Міланське входять до складу Священної Римської імперії.
Іспанським королівством править Карл I (до 1555). В Португалії королює Жуан III Благочестивий (до 1557).
Генріх VIII є королем Англії (до 1547). Королем Данії та Норвегії — Кристіан III (до 1559). Королем Швеції — Густав I Ваза (до 1560). Королем частини Угорщини та Богемії є римський король Фердинанд I Габсбург (до 1564). На більшій частині Угорщини править Янош Запольяї як васал турецького султана. У Польщі королює Сигізмунд I Старий (до 1548), він же залишається князем Великого князівства Литовського.
Галичина входить до складу Польщі. Волинь належить Великому князівству Литовському. Московське князівство очолює Іван IV (до 1575).
На заході євразійських степів існують Казанське ханство, Кримське ханство, Астраханське ханство, Ногайська орда. Єгипет захопили турки. Шахом Ірану є сефевід Тахмасп I.
У Китаї править династія Мін. Значними державами Індостану є Імперія Великих Моголів, Біджапурський султанат, Віджаянагара. В Японії триває період Муроматі.
Триває підкорення Америки європейцями. На завойованих землях ацтеків існує віцекоролівство Нова Іспанія.

## Події
- 2 лютого — Педро де Мендоса заснував Буенос-Айрес, нинішню столицю Аргентини.
- 15 травня — англійський король Генріх VIII стратив королеву Анну Болейн.
- 23 травня — засновано Португальську інквізицію.
- 30 травня — Генріх VIII одружився з Джейн Сеймур.
- 25 липня — Себастьян де Белальказар заснував місто Сантьяго де Калі.
- Триває Московсько-литовська війна 1534—1537 років.
- Сулейман I Пишний стратив свого візира Ібрагіма-пашу, можливо через інтриги Роксолани.
- Відновилася війна між Францією та Священною Римською імперією. Французький король Франциск I захопив Турин. Карл V Габсбург тріумфально увійшов у Рим і публічно викликав французького короля на дуель.
- Уклавши мир з Любеком, данський король Кристіан III увійшов у Копенгаген, конфіскував майно єпископів, що дозволило йому розплатитися з військом, оголосив в Данії лютеранство на засадах Аугсбурзького сповідання, ліквідував персональну унію з Норвегією. Норвегія стала частиною Данії.
- Жан Кальвін опублікував Інституцію християнської релігії.
- Страчено Вільяма Тіндейла, перекладача Біблії англійською.
- Ахмед ібн Ібрагім аль-Газі захопив Ефіопію.
- Латинська Америка
  - Андрес де Урданета завершив друге в історії навколосвітнє плавання.
  - Манко Юпанкі втік з іспанського полону, зібрав військо й взяв в облогу Куско.
  - Почалися сутички інспанських конкістадорів і мапуче на території сучасного Чилі.

## Народились
Докладніше: Народилися 1536 року
- 2 лютого (26 березня) — Тойотомі Хідейосі, японський полководець.

## Померли
Докладніше: Померли 1536 року
- 19 травня — У лондонському Тауері відрубано голову Анні Болейн, другій дружині короля Англії Генріха VIII
- 12 липня — На 67-у році життя помер Дезидерій Еразм Роттердамський, гуманіст епохи Відродження.
- 6 жовтня — За наказом імператора Священної Римської імперії за звинуваченням у єресі у Вільворді (Франція) на вогнищі спалено Вільяма Тіндейла, англійського релігійного реформатора, першого перекладача Нового Заповіту на англійську.